# Apium
Apium es un género de cerca de 20 especies de fanerógamas de la familia Apiaceae, con una distribución subcosmopolita en Europa, Asia, África, Sudamérica.  

## Descripción
Son de talla media a alta, bienales o perennes, en terrenos húmedos (humedales, marismas). Crecen más de 1 m de altura y con hojas pinnadas a bipinnadas, pequeñas flores blancas en umbelas compuestas.
Algunas especies son comestibles, como por ejemplo el apio (Apium graveolens), comercialmente muy importante como hortaliza.
Las especies de Apium, incluyendo las de jardín, son el alimento de las larvas de algunas especies de Lepidoptera: Phlogophora meticulosa, Korscheltellus lupulina, Hypercompe icasia, Discestra trifolii, (Xestia c-nigrum, Agrotis segetum.
Comprende 153 especies descritas y de estas, solo 17 aceptadas.

## Taxonomía
El género fue descrito por Carlos Linneo y publicado en Species Plantarum 1: 264–265. 1753. La especie tipo es: Apium graveolens

#### Etimología
Apium: nombre genérico que deriva de apium, un nombre latino antiguo para el apio o perejil.

## Especies
- Apium annuum P.S.Short
- Apium capense
- Apium chilense Hook. & Arn.
- Apium commersonii DC.
- Apium fernandezianum Johow
- Apium graveolens L.
- Apium humile Reiche
- Apium insulare P.S.Short
- Apium larranagum M.Hiroe
- Apium montanum Humb. et al.
- Apium panul Reiche
- Apium pimpinellifolium Reiche
- Apium prograveolens
- Apium prostratum Labill.
- Apium ranunculifolium Humb. et al.
- Apium sellowianum H.Wolff[5]